# یوچتپا
یوچتپا (به لاتین: Uchtepa) یک سکونتگاه مسکونی در ازبکستان است که در تاشکند واقع شده‌است.

## خصوصیات
یوچتپا ۲۸٫۲ کیلومترمربع مساحت و ۲۳۷٬۰۰۰ نفر جمعیت دارد.